# كلوبوك

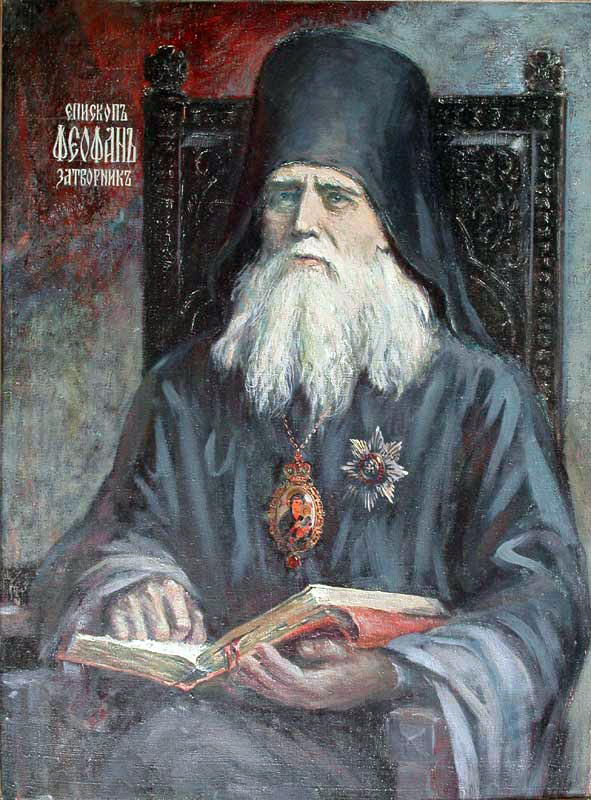
القديس ثيوفان الحبيس يرتدي كلوبوك.

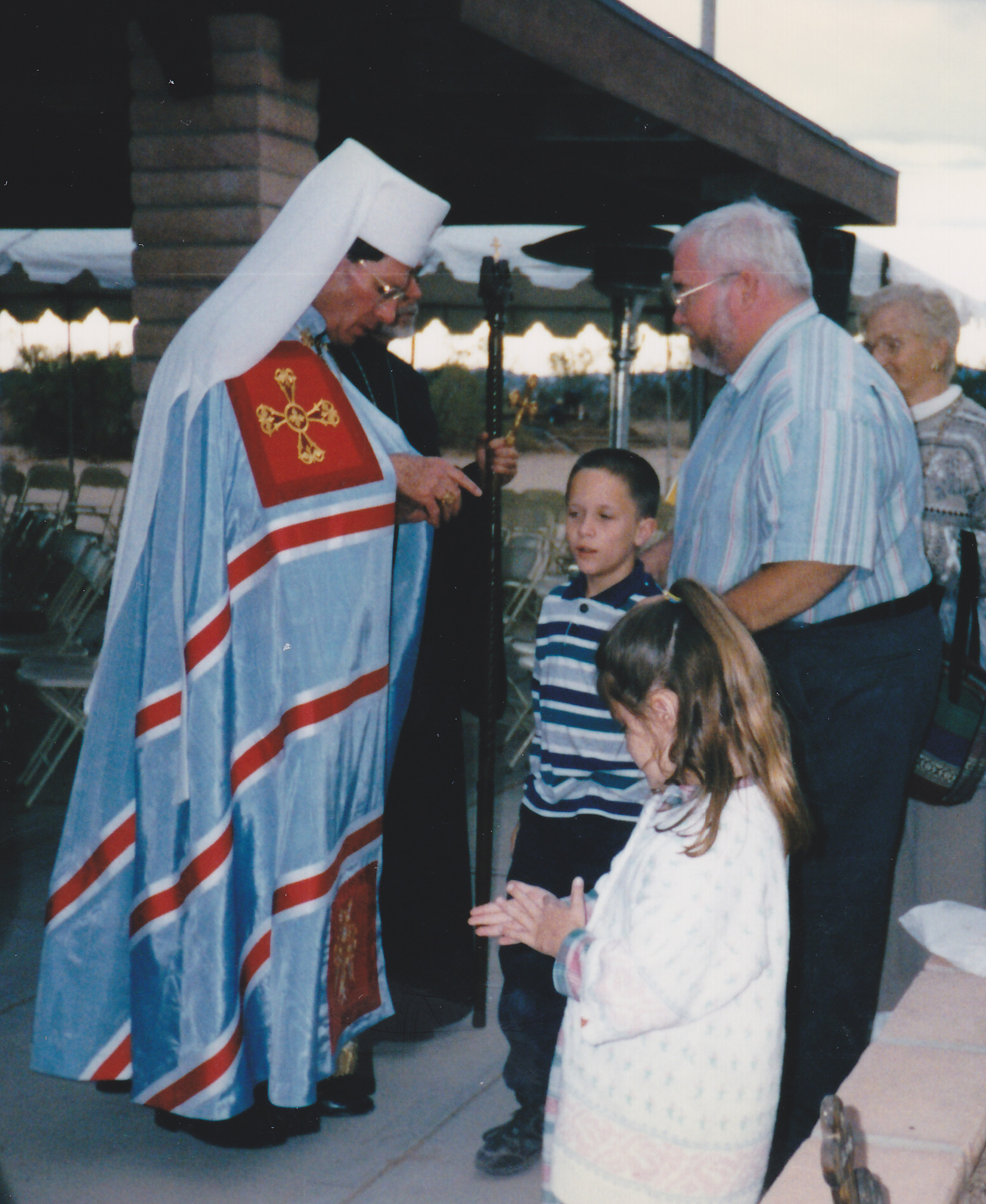
جودسون بروسك ، متروبوليت كاثوليكي شرقي ، يرتدي كلوبوك أبيض.

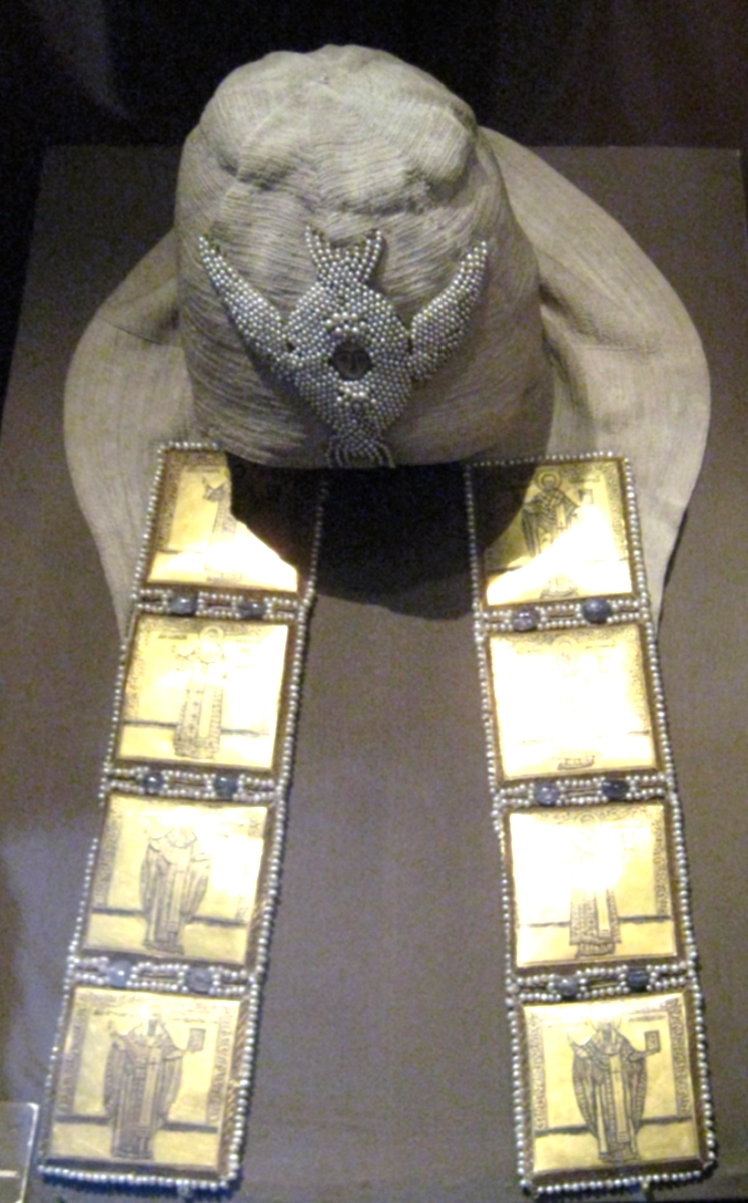
كلوبوك البطريرك فيلاريت بموسكو (1619-1633) ، متحف الكرملين

كلوبوك هو قطعة من الزي الرهباني يرتديها الرهبان والراهبات في الكنائس الأرثوذكسية الشرقية والكنائس الكاثوليكية الشرقية. تتألف هذه القطعة من غطاء رأس أسود مقوى ومستدير ومسطح من الأعلى، مع قطعة قماشية تغطي الكلوبوك بالكامل وتنسدل على أسفل الكتفين والظهر وتسمى ايبانوكاميلافكيون.

## الملخص
في التقليد الأثوني، يتم وضع غطاء الايبانوكاميلافكيون ببساطة فوق قبعة الكاميلافكا ويسمح له ليعتلي الرأس والأكتاف من دون ربطه،  ولكن في التقاليد الأخرى يتم تثبيته دائماً.
يرتدي الرهبان اللطفاء الكلوبوك دائماً في الكنيسة وقاعة الطعام وفي أي مكان آخر يتوجب فيه ارتداء الزي الديني الرسمي. أثناء الصلوات تكون هناك أوقات محددة عندما يقوم الرهبان بإزالة الكلوبوك ووضعه على الكتف اليسرى للدلالة على تعظيم المقدس (على سبيل المثال، عندما يخرج الكاهن الكأس من خلال الأبواب المقدسة لتوزيع المناولة المقدسة أثناء القداس الإلهي). لا تقوم الراهبات عادة بإزالة الكلوبوك في أي وقت من أوقات الصلوات.
في التقليد الكنسي الروسي، عادةً ما يرتدي الأساقفة والمطارنة صليبًا صغيرًا مرصعًا بالجواهر على مقدمة الكلوبوك كدليل على رتبتهم الدينية. يرتدي أساقفة المتروبوليتان الكلوبوك الأبيض وليس الأسود.
يرتدي بطاركة رومانيا وصربيا أيضًا كلوبوك أبيض (والسابقون كانوا يرتدون معاطف رجال الدين المسيحيين البيضاء أيضاً والتي تسمى راسون).
يرتدي بطاركة موسكو وجورجيا شكلاً قديمًا من الكلوبوك والذي يحيط بالجهة العليا، ويكون الأول أبيض ومطرزاً ومغطى بصليب.
كما يرتدي البطاركة والأساقفة من الكنائس القبطية الكاثوليكية  والأرمن الكاثوليك  أغطية الكلوبوك أيضًا، على الرغم من أنها ليست غطاءً للرأس يرتديه نظرائهم من الأرثوذكس الشرقيين. ارتدى كل من البطريرك القبطي الكاثوليكي والكاثوليكوس الأرمن الكاثوليك ورئيس الأساقفة الأوكراني الكاثوليكي الرئيسي - بعد ترقيتهم إلى رتبة الكاردينال- أغطية الكلوبوك الحمراء. يستخدم الأسقف الكاثوليكي الأوكراني كلوبوك ذا لون أرجواني.

## الملحوظات
1. ↑  The Athonite Typicon calls for the veil to be removed at certain points during the services.
2. ↑  A deacon's epanokamelavkion is normally removable because he serves wearing only the kamilavka when he vests.
3. ↑  Even when nuns are to be anointed on the forehead, they do not remove the klobuk, only pushing it back on their heads enough for the priest or bishop to anoint them.
4. ↑  . 22 فبراير 2006 https://web.archive.org/web/20060222073606/http://ocaphoto.oca.org/filetmp/2005/May/1001/Detail/DSC_0002.jpg. مؤرشف من الأصل في 2006-02-22. اطلع عليه بتاريخ 2020-03-22. {{استشهاد ويب}}: الوسيط |title= غير موجود أو فارغ (مساعدة)
5. ↑  . 2 مايو 2005 https://web.archive.org/web/20050502135421/http://www.oca.org/Images/HolySynod/portraits/met.theo.jpg. مؤرشف من الأصل في 2005-05-02. اطلع عليه بتاريخ 2020-03-22. {{استشهاد ويب}}: الوسيط |title= غير موجود أو فارغ (مساعدة)
6. ↑  "Preoţi colaboratori ai fostei securităţi". bbc.co.uk. مؤرشف من الأصل في 2022-01-25. اطلع عليه بتاريخ 2020-03-22.
7. ↑  مكتبة الكونغرس https://web.archive.org/web/20220401002706/https://www.loc.gov/exhibits/reflections/images/ref0026s.jpg. مؤرشف من الأصل في 2022-04-01. {{استشهاد ويب}}: الوسيط |title= غير موجود أو فارغ (مساعدة)
8. ↑   https://web.archive.org/web/20220125154953/https://www.absolutviajes.com/wp-content/uploads/2010/12/IMG_017637.jpg. مؤرشف من الأصل في 2022-01-25. {{استشهاد ويب}}: الوسيط |title= غير موجود أو فارغ (مساعدة)
9. ↑  "big5.jpg (358x450 pixels)". archive.is. 14 أبريل 2013. مؤرشف من الأصل في 2013-04-14. اطلع عليه بتاريخ 2020-03-22.
10. ↑  "√ Joker123 Login | Joker123 Slot | Joker388 Online". 15 أبريل 2004. مؤرشف من الأصل في 2004-04-15. اطلع عليه بتاريخ 2020-03-22.
11. ↑  . 28 يناير 2007 https://web.archive.org/web/20070128145658/http://danielmitsui.tripod.com/sitebuildercontent/sitebuilderpictures/slipyj2.jpg. مؤرشف من الأصل في 2007-01-28. اطلع عليه بتاريخ 2020-03-22. {{استشهاد ويب}}: الوسيط |title= غير موجود أو فارغ (مساعدة)
12. ↑   https://web.archive.org/web/20220916012753/https://i265.photobucket.com/albums/ii232/TERESA7_album/STEPHANOS-COPT.jpg. مؤرشف من الأصل في 2022-09-16. {{استشهاد ويب}}: الوسيط |title= غير موجود أو فارغ (مساعدة)
13. ↑  "Bishop Basil Losten in the purple headdress". www.brama.com. مؤرشف من الأصل في 2015-09-23. اطلع عليه بتاريخ 2020-03-22.

## الروابط خارجية
- الراهب الروسي wearking klobuk (منظر جانبي).
- متروبوليتان (القديس يوسف بتروغراد) باللون الأبيض klobuk.